# 39

## Nașteri
- 3 noiembrie: Marcus Annaeus Lucanus, poet roman (d. 65)
- 30 decembrie: Titus, împărat roman, din 79 (d. 81)

## Decese
- dată necunoscută: Irod Antipa  (n. 20 î.Hr.)
- dată necunoscută: Irodiada  (n. 15 î.Hr.)